# Platyceps collaris
Platyceps collaris là một loài rắn trong họ Rắn nước. Loài này được Müller mô tả khoa học đầu tiên năm 1878.
Đây là loài bản địa Trung Đông, môi trường sống tự nhiên của nó là thảm thực vật cây bụi kiểu Địa Trung Hải, vùng núi đá, đất canh tác, đồng cỏ, các đồn điền, và vườn nông thôn.

## Hình ảnh

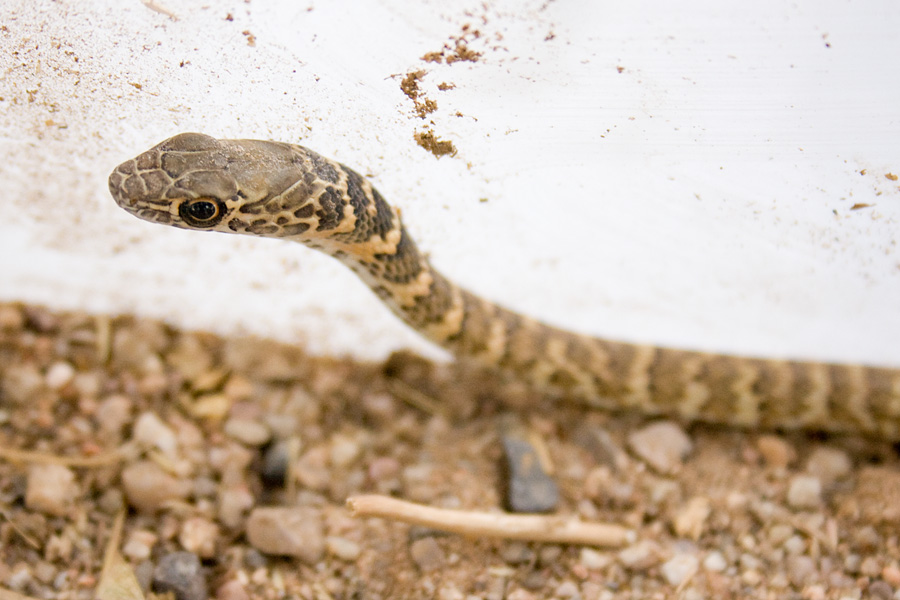
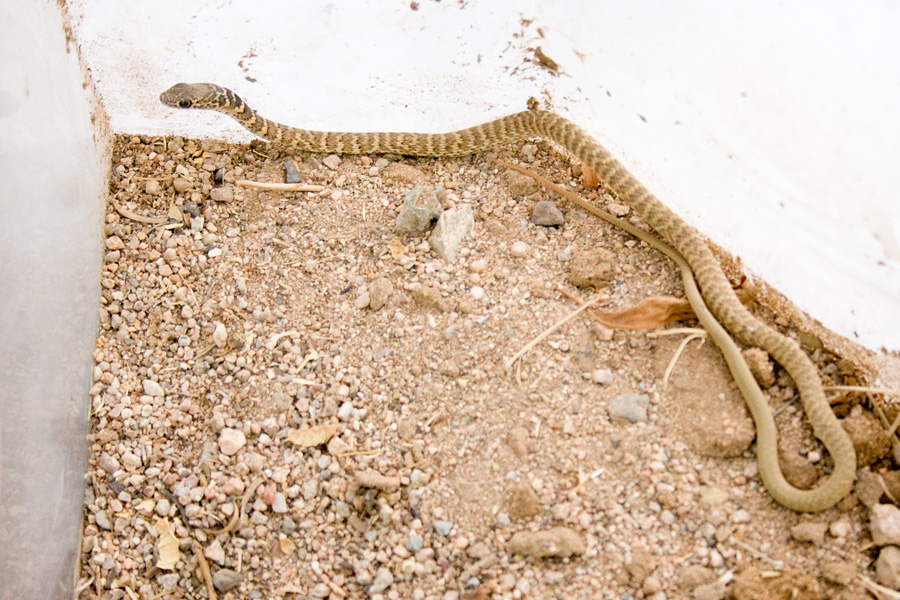

## Miêu tả
Loài rắn này có thân mảnh mai, đuôi dài, có tổng chiều dài 70 cm ở châu Âu nhưng dài đến 100 cm ở phía đông phạm vi của phân bố của loài này ở châu Á.